# Château d'Oberlichtenau
Le château d'Oberlichtenau (Schloss Oberlichtenau) est un château baroque saxon situé à Oberlichtenau, village dépendant de la commune de Pulsnitz dans l'arrondissement de Bautzen.

## Historique

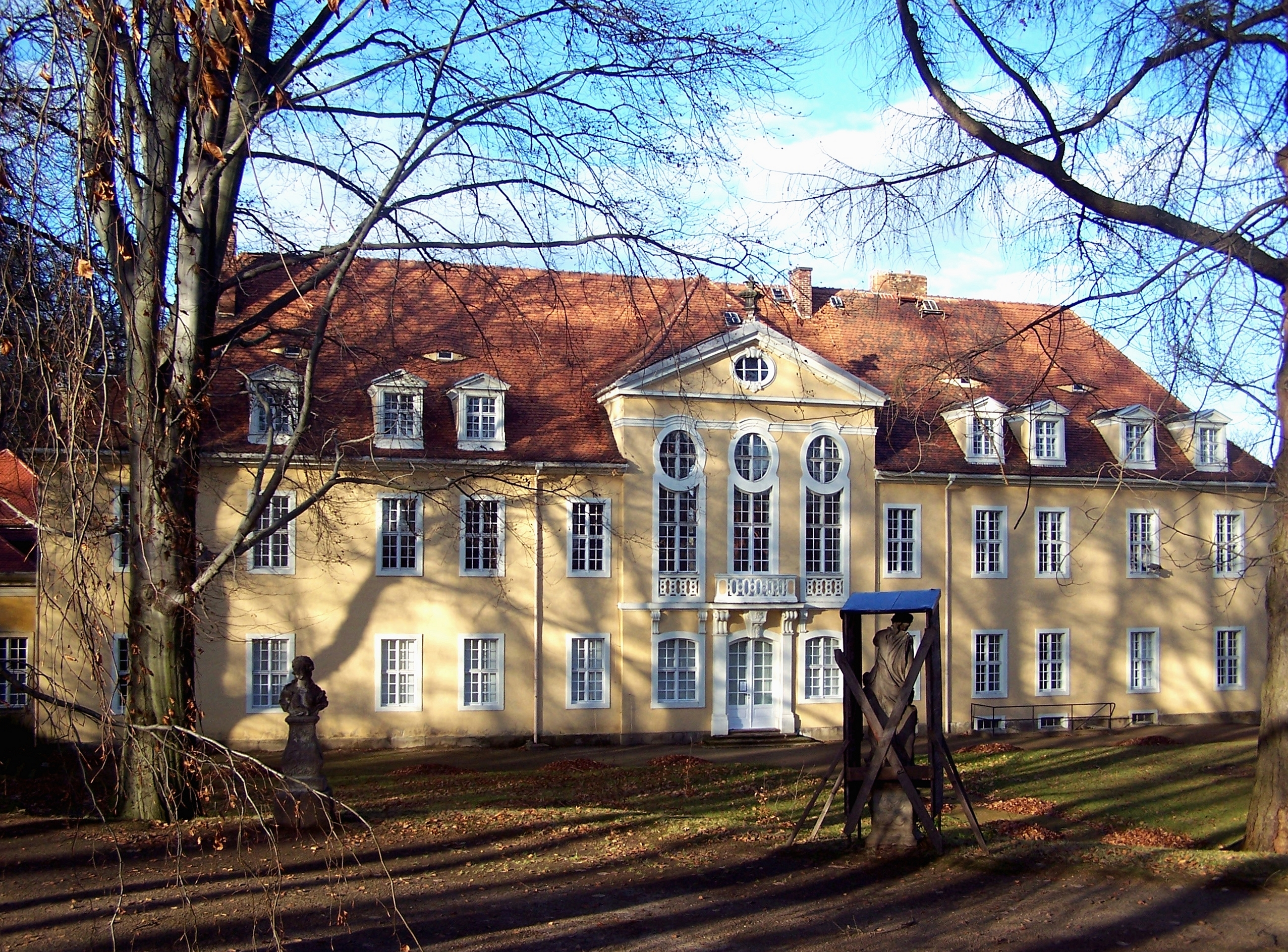
Vue du château, côté parc

Le comte Christian Gottlieb von Holtzendorff hérite des terres en 1718. Il fait reconstruire le château en style baroque en 1724, entouré d'un jardin à la française et d'un parc à l'anglaise parsemés de statues. La cour d'honneur est agrémentée d'un grand bassin. Le château comprend plusieurs bâtiments dont le corps de logis à trois niveaux, avec un avant-corps au milieu de la façade d'honneur et de la façade arrière. Ces avant-corps sont ornés au premier étage de trois hautes fenêtres à la française, dont celle du milieu donne sur un petit balcon, et surmontées chacune d'un œil-de-bœuf, au-dessous d'un fronton élégant à la grecque, éclairé lui aussi en son milieu d'un œil de bœuf.
Le château est la possession du comte Heinrich von Brühl, ministre de Saxe, en 1744, mais il s'y rend rarement. Frédéric le Grand, qui détestait Brühl, dévaste le domaine pendant la guerre de Sept Ans. Une des filles de Brühl le restaure. Il est vendu en 1774 au comte Andreas von Renard, puis au comte Camillo Marcolini, directeur de l'académie des beaux-arts de Dresde en 1778, mais ce dernier est accaparé par la cour de Dresde et apparaît peu au domaine. Oberlichtenau change de nombreuses fois de propriétaires, jusqu'à ce qu'il soit nationalisé en 1945. Il sert de crèche et de foyer d'enfance du temps de la république démocratique allemande. Il est à nouveau propriété privée depuis 2008. Le parc est libre d'accès et la salle de bal, ainsi que la sala terrana peuvent se louer pour des réceptions privées ou des séminaires. Quelques chambres d'hôtes, dont une suite, sont aussi à louer. Des concerts se donnent régulièrement aux amateurs de musique classique.